# 福尔唐
福尔唐（法語：Fortan，法語發音：[fɔʁtɑ̃]）是法国卢瓦-谢尔省的一个市镇，属于旺多姆区。

## 地理
福尔唐（47°50'44"N, 0°54'57"E）面积5.98 平方千米，位于法国中央-卢瓦尔河谷大区卢瓦-谢尔省，该省份为法国中北部省份，北起厄尔-卢瓦省，东北接卢瓦雷省，东南接谢尔省，南至安德尔省，西南接安德尔-卢瓦尔省，西北接萨尔特省。
与福尔唐接壤的市镇（或旧市镇、城区）包括：吕奈、马藏热、布赖河畔萨维尼。

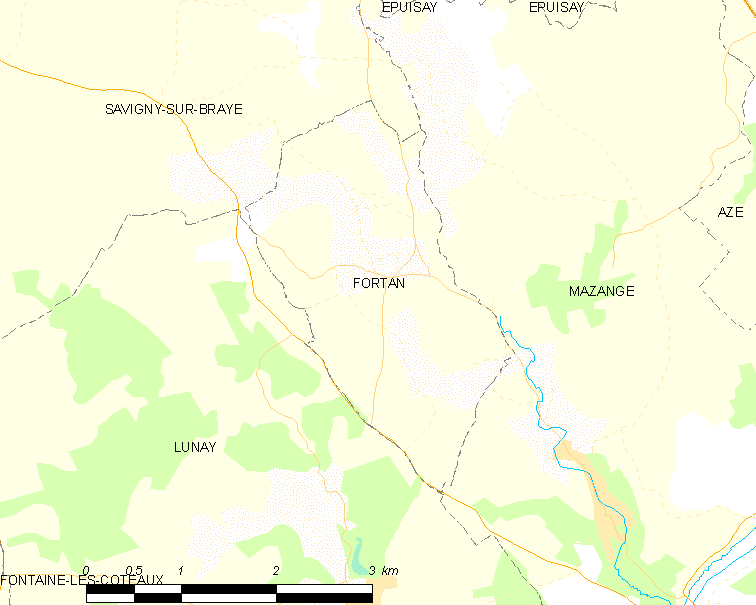
福尔唐的OSM定位图

福尔唐的时区为UTC+01:00、UTC+02:00（夏令时）。

## 行政
福尔唐的邮政编码为41360，INSEE市镇编码为41090。

## 政治
福尔唐所属的省级选区为佩尔什县。

## 人口

1962-2008年间福尔唐人口变化图示

福尔唐于2022年1月1日时的人口数量为253人。